# Ectasium
| Prekambrium                  | Prekambrium          | Prekambrium   | Prekambrium       |
| Eon                          | Era                  | Period        | Miljoner år sedan |
| ---------------------------- | -------------------- | ------------- | ----------------- |
| Fanero- zoikum               | Paleozoikum          | Kambrium      | senare            |
| Protero- zoikum              | Neo- proterozoikum   | Ediacara      | 635–541           |
| Protero- zoikum              | Neo- proterozoikum   | Kryogenium    | 720–635           |
| Protero- zoikum              | Neo- proterozoikum   | Tonium        | 1000–720          |
| Protero- zoikum              | Meso- proterozoikum  | Stenium       | 1200–1000         |
| Protero- zoikum              | Meso- proterozoikum  | Ectasium      | 1400–1200         |
| Protero- zoikum              | Meso- proterozoikum  | Kalymmium     | 1600–1400         |
| Protero- zoikum              | Paleo- proterozoikum | Staterium     | 1800–1600         |
| Protero- zoikum              | Paleo- proterozoikum | Orosirium     | 2050–1800         |
| Protero- zoikum              | Paleo- proterozoikum | Ryacium       | 2300–2050         |
| Protero- zoikum              | Paleo- proterozoikum | Siderium      | 2500–2300         |
| Arkeikum                     | Neoarkeikum          |               | 2800–2500         |
| Arkeikum                     | Mesoarkeikum         |               | 3200–2800         |
| Arkeikum                     | Paleoarkeikum        |               | 3600–3200         |
| Arkeikum                     | Eoarkeikum           |               | 4000–3600         |
| Hadeikum                     |                      |               | 4600–4000         |
| Jorden bildas                | Jorden bildas        | Jorden bildas | tidigare          |
| Se även Geologisk tidsskala. |                      |               |                   |

Ectasium är den andra geologiska tidsperioden i Mezoproterozoikum. Perioden började för 1400 miljoner år sedan och varade i 200 miljoner år. Ectasium slutade för 1200 miljoner år sedan när Stenium började. 
Till skillnad från de flesta geologiska perioder bestäms Ectasiums ålder kronografiskt istället för stratigrafiskt. Det är en mer noggrann metod för att bestämma ålder samt tidsspann på geologiska perioder, och lämpar sig bra för tidsperioder långt tillbaka i jordens historia. Den vanligaste kronografiska mätmetoden är att mäta radioaktivitet och sönderfall av C14 i organiskt material, som finns inuti berg och sten.
Ectasium räknas som en geodynamisk period i två hänseenden: uppbrytandet av den hypotetiska superkontinenten Columbia, samt bildandet av nästkommande superkontinent Rodinia. Uppbrytandet av Columbia som teoretiskt skulle ha börjat redan för 1600 miljoner år sedan, ledde till att Ectasiums första hälft präglades av magmatisk aktivitet. 
Eftersom Columbias existens är hypotetisk, finns ännu inga bevis för att Ectasium skulle ha varit så geodynamisk som ofta påstås. Men det finns bevis för att flera viktiga händelser inträffade under den här perioden. En av dem är Greenvilles bergskedjebildning som skulle komma att ha en viktig roll i bildandet av Rodinia. Rodinia började formas under slutet av perioden.

## Biologisk utveckling
Det är svårt att finna fossil från Ectasium. Den biologiska mångfalden verkar ha varit begränsad till främst encelliga organismer. Det var ont om syre och fanns inget ozonlager. Mycket tyder på att bakterier och eventuellt andra protister verkar ha varit de dominerande livsformerna på jorden. Det verkar även ha funnits rödalger och grönalger av underriket Viridiplantae. Grönalgerna skulle kunna ha bidragit till att öka syrehalten något i atmosfären strax innan Ectasiums början, med hjälp av fotosyntes.
De äldsta kända organismerna med en cellkärna uppkom troligtvis under slutet av Ectasium. Flercelliga organismer med sexuell fortplantning verkar ha utvecklats då. Man har funnit fossil från Bangiomorpha pubescens som var en rödalg, och den första kända organismen med sexuell fortplantningsförmåga. Rödalgen är också en av de första kända eukaryotiska organismerna.
Det är dock fortfarande osäkert om de första eukaryoterna uppstod under Ectasium eller ännu tidigare i jordens historia. Det beror mycket på att det är ont om fossil som härrör från Mezoproterozoikum. 

### Fotnoter
1. 1 2 3 4 5 6  ”Palaeos Proterozoic: Mesoproterozoic: The Ectasian Period”. palaeos.com. http://palaeos.com/proterozoic/mesoproterozoic/ectasian.html. Läst 23 juli 2020.
2. ↑  ”Viridiplantae - an overview | ScienceDirect Topics”. www.sciencedirect.com. https://www.sciencedirect.com/topics/agricultural-and-biological-sciences/viridiplantae. Läst 23 juli 2020.